# Albert Ferdinand Lancker
Albert Ferdinand Lancker (Utrecht, 2 maart 1894 – Hoge Hexel, 11 februari 1945) was een Nederlandse verzetsstrijder tijdens de Tweede Wereldoorlog. Hij was commandant van het Binnenlandse Strijdkrachten (BS) District Salland. Op 11 februari 1945 kwam hij om het leven toen hij door de Sicherheitsdienst (SD) in Hoge Hexel op de vlucht werd neergeschoten.

## Voor de Tweede Wereldoorlog
Lancker ging op zestienjarige leeftijd in militaire dienst. Na zijn militaire opleiding in Kampen vertrok hij in oktober 1921, in de rang van eerste luitenant, als lid van het Koninklijk Nederlandsch-Indisch Leger (KNIL), naar Nederlands-Indië. Terug in Nederland werd hij na twee jaar bevorderd tot kapitein.

## Na de demobilisatie van de Krijgsmacht
In de meidagen van 1940 voerde hij als commandant het bevel over een bataljon van het 41e Regiment Infanterie. Zijn eenheid, die achter de Zuid-Willemsvaart in de Peel in stelling lag, moest zich terugtrekken. Via Breda en Zeeuws-Vlaanderen belandde hij met zijn manschappen in Duinkerke. Hij kreeg geen toestemming om naar Engeland over te steken. Hij moest zich met zijn eenheid aan de Duitsers overgeven. Op 3 juni 1940 keerde hij in Nederland terug. Om uit Duitse gevangenschap te kunnen worden ontslagen tekende hij de door de bezetter verlangde "Erewoordverklaring". Een en ander hield in dat hij zich van enige activiteit tegen de bezetter diende te onthouden. In juni 1940, na de demobilisatie van de Krijgsmacht, meldde Lancker zich vrijwillig aan voor de Arbeidsdienst.
In oktober 1940 nam hij ontslag uit de Arbeidsdienst. Vanaf dat moment verleende hij zijn medewerking aan de Ordedienst (OD). Hij organiseerde illegale activiteiten in Den Haag, Amsterdam en Utrecht. Vanaf december 1940 werd hij door de SD gezocht. Hij dook onder in Den Haag. Vanuit zijn onderduikadressen ondernam hij diverse acties. In de zomer van 1942 werd hij in verband gebracht met de liquidatie van een agent van de SD. Hij werd door de SD gezocht. In het najaar van 1942 besloot Lancker om onder te duiken in hotel De Uitkijk, op de Hellendoornse Berg, in de gemeente Hellendoorn. Vanaf dat moment opereerde hij onder de schuilnaam De Jong. Eind 1942 dook hij onder bij de weduwe G. Bakker-van ’t Roth aan de Ommerweg 24 in Hellendoorn. Vanuit zijn schuiladres bouwde Lancker een illegale organisatie op. Zijn codenaam was Evert.

## De oprichting van de Twentse Brigade van de Raad van Verzet
Zoals overal in het land werden er in die tijd in Hellendoorn en het aangrenzende Nijverdal steeds meer mensen voor de keus gesteld of in het kader van de Arbeidsdienst in Duitsland te gaan werken of zich op een of andere manier aan de Arbeidsdienst te onttrekken. Vele jonge mannen, meestal van protestanten huize, kozen voor de illegaliteit. Ze onttrokken zich aan de Arbeidsdienst en ze doken onder. Het kostte Lancker dan ook weinig moeite om in een tiental plaatsen in het noordwesten van Twente en het aangrenzende Salland jonge mannen onder zijn gezag te plaatsen. Hij benoemde de mannen tot zijn plaatselijke commandanten en gaf ze opdracht om ieder voor zich een tiental mensen om zich heen te verzamelen.
In de zomer van 1943 kwam Lancker in contact met Jan Thijssen (1908-1945). Thijssen was de oprichter en leider van de Raad van Verzet (RVV). Thijssen en zijn medewerkers reisden het land door om verzetsgroepen onder de paraplu van de RVV te verenigen. Lancker werd commandant van de Twentse Brigade van de RVV. Kort daarna werden door ondercommandanten van Lancker in Nijverdal en Wierden sabotagegroepen opgericht.
Begin juni 1944 kwam Lancker in contact met Frits Hazelhoff uit Den Ham. Hazelhoff was de leider van een van de verzetsgroepen die zich dan al geruime tijd in het noordoosten van Overijssel bezighielden. Hazelhoff sloot zich bij Lancker aan. Hazelhoff kreeg van Lancker opdracht om in Vroomshoop en omstreken sabotagegroepen op te richten. In de weken die volgden werden door Hazelhoff illegale kernen gevormd in Vroomshoop en de omliggende plaatsen. Deze plaatsen werden verdeeld in twee kringen en wel de "Kring Vroomshoop" en de "Kring Mariënberg". Frits Hazelhoff werd commandant van de "Kring Vroomshoop" omvattende; Den Ham, Vriezenveensewijk, Vriezenveen en Daarle. W. Hento werd commandant van de "Kring Mariënberg" omvattende; Mariënberg, Bergentheim, Heemse, Hardenberg en Gramsbergen. Hento was tevens medewerker van de Landelijke Organisatie voor Hulp aan Onderduikers (LO) te Hardenberg en hij was stationsschef in Mariënberg.

## De coördinatie van het verzet
Vanaf het begin van de oorlog streefden koningin Wilhelmina (1880-1962), prins Bernhard (1911-2004), minister-president Pieter Sjoerds Gerbrandy (1885-1961) en de leden van zijn Oorlogskabinet op landelijk niveau naar een goede onderlinge samenwerking tussen de Ordedienst (OD), de Raad van Verzet en de Landelijke Knokploegen (LKP). Het bevorderen van deze eenheid was gewenst om het Nederlandse volk achter de eerste naoorlogse regering en de monarchie te doen staan. Het bevorderen van deze doelstelling werd de coördinatie genoemd. Agenten die door het Bureau Inlichtingen (BI) en het Bureau Bijzondere Opdrachten (BBO) boven bezet Nederland werden geparachuteerd kregen de opdracht om de coördinatie van het Nederlands verzet te bevorderen. Deze coördinatie zou vanaf november 1944 gestalte krijgen en zou leiden tot de oprichting van de Binnenlandse Strijdkrachten (BS).

## De steunverlening door agenten

### De agenten van het Bureau Bijzondere Opdrachten
Voor dit doel werden, in de nacht van 28 op 29 augustus 1944, door het BBO, de agenten Jaap Beekman (1919), Jaap Hinderink en Johan Luykenaar, in de omgeving van Voorthuizen, boven de Veluwe geparachuteerd. Beekman was radiotelegrafist. Hij kreeg een onderduikadres in Hellendoorn. Hij werd toegevoegd aan de staf van de Twentse Brigade van de RVV. Vanaf dat moment had Lancker via Beekman een directe radioverbinding met het BBO en de Nederlandse regering in Londen. Hinderink en Luykenaar gingen aan de slag om de leden van de sabotagegroepen op te leiden en om afwerpterreinen ten behoeve van het afwerpen van parachutisten, wapens en materiaal in gereedheid te brengen. De afwerpterreinen werden in de omgeving van de Piksen, Stegeren, Ommen en Bruinehaar ingericht.

### Het Jedburgh-team
In de nacht van 11 op 12 september 1944 werd op het afwerpterrein Evert bij de Piksen een zogenaamd Jedburgh-team geparachuteerd. Lancker en de sabotagegroepen van Nijverdal en Daarle zorgden voor de ontvangst van de parachutisten. Het Jedburgh-team bestond uit; de Nederlandse majoor Henk Brinkgreve (codenaam; Dudley), de Amerikaanse majoor John Malcolm Olmsted en de Britse sergeant John Patrick Austin (codenaam; Bunny). Vanaf zijn aankomst in Twente zou Brinkgreve veel energie gaan steken in de samenwerking van de RVV en de Knokploegen in Twente, waarvan die onder de leiding van Johannes ter Horst een van de belangrijkste was. De Amerikaan Olmsted was agent van het Office of Strategic Services (OSS). Hij hield zich hoofdzakelijk bezig met het verzamelen van militaire inlichtingen die direct van nut waren voor de oprukkende geallieerde legers. Via de radiotelegrafist Austin stond hij rechtstreeks in radiocontact met de militaire inlichtingenorganisaties in Londen en met het achter de oprukkende geallieerde legers opererende zendstation Wensun. Austin kreeg een onderduik- en seinadres in Daarle. Van daaruit werkte hij nauw samen met zijn collega radiotelegrafist Jaap Beekman van het BBO.

### De wapendropping
Samen met de parachutering van de agenten van het “Jedburgh-team” werden er op 12 september 1944, op het afwerpterrein bij de Piksen, door het BBO, containers met wapens en munitie gedropt. Vanaf dat moment had de brigade van Lancker niet alleen de beschikking over agenten maar ook over honderd dertig kilogram explosieven met toebehoren, een groot aantal handvuurwapens en handgranaten. Vanaf dat moment vonden er op de afwerpterreinen van de Twentse Brigade van de RVV meerdere droppings plaats. De plaats en tijd van die wapendroppings werd via de radiozender “Radio Oranje” door middel van een zogenaamde “slagzin” bekend gesteld. Bijvoorbeeld; "Bericht voor Grote Jan - Hartelijk Gefeliciteerd". Dan wist men precies wat er aan de hand was. Bij zo'n dropping werden de leden van de “ontvangstploeg” en “opvangploeg” ingeschakeld om het afwerpterrein met lichtbakens en seinlampen in te richten.

### Het Bureau Inlichtingen
Door de Operatie Market Garden en de verwachte doorstoot van de geallieerde legers nam het Bureau Inlichtingen (BI) het besluit om de in Nederland werkzame agenten te verplaatsen naar plaatsen boven de IJssellinie. Na oorspronkelijk eerst in de Biesbosch, Dussen, ’t Gooi, Rotterdam en andere plaatsen in de provincies Zuid-Holland en Utrecht werkzaam te zijn geweest verplaatste de agent Ben Buunk (1917-1945) (codenaam Fopkonijn), eind september 1944, zijn seinpost met de hulp van zijn collega Karel Christiaan Mooiweer (1923-1971) naar Vroomshoop in Overijssel. Buunk werd door Jan Thijssen, als verbindingsofficier, aan de staf van de Twentse Brigade van de RVV toegevoegd. Hiermee werd de basis gelegd voor de Zendgroep Oost van de Radiodienst van de Raad van Verzet. De komst van Buunk duidde erop dat de Twentse Brigade hoofdzakelijk spionage ging bedrijven.
Bij zijn aankomst in Overijssel werd Buunk door de bemiddeling van Lancker in Vroomshoop bij dokter Oskam ondergebracht. Oskam was de huisarts van Frits Hazelhoff uit Den Ham. Buunk woonde in Vroomshoop onder de schuilnaam; “Frederik Hanendoes”. Volgens zijn papieren was hij van beroep landbouwingenieur. Vanaf zijn aankomst in Overijssel ging Buunk nauw samenwerken met Frits Hazelhoff. Samen met Bergsteyn, een medewerker van de Twentse Brigade van de RVV, organiseerde Buunk het Inlichtingencentrum Oost.

## De Zendgroep Oost en het Inlichtingencentrum Oost
Met de medewerking van enkele kopstukken van de Radiodienst van de Raad van Verzet zoals D. Eskes, F.van der Laaken en enkele lokale radiotelegrafisten groeide de Zendgroep Oost in korte tijd uit tot een zeer belangrijke zendgroep. De militaire inlichtingen die door de medewerkers van het Inlichtingencentrum Oost en de Brigade van Lancker werden aangeleverd werden door de radiotelegrafisten van de Zendgroep Oost verzonden naar het BI in Londen en in Eindhoven. Om doublures in het verwerken van inlichtingen te voorkomen hielden Olmsted en Austin van het "Jedburgh-team" en de radiotelegrafist Jaap Beekman van het BBO nauw contact met de Inlichtingengroep Oost en de agent Buunk.

## De coördinatie van het verzet in Twente en Salland
Zoals op landelijk niveau het geval was had ook de coördinatie van het Nederlands verzet in Twente en Overijssel hoge prioriteit. Het was er bij de Nederlandse regering in Londen alles aan gelegen om het verzet in Twente en omgeving samen te voegen tot de Binnenlandse Strijdkrachten (BS). In Twente kwam als gevolg van de tegenstrijdige karakters tussen Evert Lancker, de leider van de Twentse Brigade van de RVV, en Johannes ter Horst (1913-1944), de leider van de Knokploegen in Twente, deze samenwerking moeizaam van de grond. De majoor Brinkgreve stak veel energie in het organiseren van besprekingen en “praatsessies” om de verzetsgroepen in Twente te bundelen en de staf van de Twentse Knokploegen en de Twentse Brigade van de RVV te integreren in de staf van het Rayon van de Binnenlandse Strijdkrachten. Na de dood van Johannes ter Horst, op 22 september 1944, nam Cor Hilbrink (1918-1973) de leiding over de Twentse Knokploegen tijdelijk over. Onder zijn leiding verbeterde de samenwerking tussen de KP en de RVV en kreeg de nieuwe staf van het BS-rayon Twente gestalte. Lancker werd commandant van het BS District Salland. De medewerkers van de verzetsgroepen in “het veld” merkten van deze reorganisatie in de topleiding bijna niets. Door de grote mate van veiligheid die Lancker betrachtte waren er maar weinig verzetsmensen die Lancker ooit in levenden lijve hadden gezien. Lancker gaf leiding op afstand hetgeen inhield dat zijn ondercommandanten een grote vrijheid van handelen hadden en dat hij zich niet met hun interne zaken bemoeide.

## Special Air Service
Begin november 1944 kregen Frits Hazelhoff en Ben Buunk hun handen vol aan de opvang en de begeleiding van een Special Air Service (SAS) detachement. De groep bestond uit vijf Belgische militairen en een Nederlander. Het waren de sergeant Siffert, de korporaals Levaux, Heylen en De Moor samen met hun Nederlandse collega Blatt. Hun commandant was de Belgische luitenant Emile Debefve (codenaam; Macbeff). De groep was in het kader van de Operatie Market Garden op dinsdag 26 september 1944 bij het Drentse Orvelte afgeworpen. Door het mislukken van de Operatie Market Garden werd hun guerrillaopdracht geannuleerd. Tijdens een vuurgevecht met de Duitsers waren ze hun uitrusting, wapens en radio zend ontvanger kwijt geraakt. Door de bemiddeling van Frits Hazelhoff kregen de militairen een tijdelijk onderduikadres in een boerderij bij Ormel te Bruinehaar en in Vroomshoop. Via de bemiddeling van Buunk werden de leden van het detachement door het BI van een nieuwe uitrusting, wapens en een radio zend ontvanger voorzien. Als tegenprestatie was de radiotelegrafist van de groep behulpzaam om vanaf 15 november 1944, ongeveer drie weken lang, de inlichtingen die door het Inlichtingencentrum Oost werden aangeleverd door te seinen naar de militaire autoriteiten in Londen en Eindhoven. De leden van de SAS eenheid zorgden voor de nodige onrust. Het waren commando’s die gevechtskleding droegen. Terwijl de agenten van het BI en het BBO er de voorkeur aan gaven om zich zo onopvallend mogelijk tussen de burgerij te bewegen.

## Een golf van arrestaties
Vanaf 8 november 1944 sloeg voor de Radiodienst van de Raad van Verzet het noodlot toe. Jan Thijssen en D. Eskes werden door de SD gearresteerd. D.Eskes werd in een “spitterskamp” nabij Zevenaar tewerkgesteld. F. van der Laaken nam tijdelijk de leiding over de Radiodienst over. Van der Laaken besloot vanaf dat moment de Zendgroep Oost met personeel en materieel te ondersteunen. Zo verplaatste hij radiotelegrafisten en radio zendapparatuur van het Westen van het land naar het Oosten.
Een gevaarlijke periode brak aan toen op 13 november 1944 de SS-Werfer-Abteilung 500 in Overijssel een V2-raketlanceerbasis inrichtte. In de periode 19 november 1944 tot 28 maart 1945 werden er door de eenheid vanuit lanceerplaatsen in de omgeving van Hellendoorn en Dalfsen V2-raketten afgevuurd op allerlei voorkomende geallieerde doelen. De voornaamste doelen die onder vuur werden genomen waren; de Haven van Antwerpen en de brug in Remagen in Duitsland.
Op 18 november 1944 werd bij toeval John Austin, de radiotelegrafist van het “Jedburgh-team” in Luttenberg gearresteerd. D.Eskes kreeg de kans om uit het “Spitterskamp” te ontsnappen. Na zijn terugkeer werd Eskes hoofd van de Radiodienst van de Raad van Verzet. Ook hij gaf bij de steunverlening een hoge prioriteit aan de Zendgroep Oost. Vanaf 9 februari 1945 werd de Radiodienst van de Raad van Verzet door een golf van arrestaties getroffen. In een boerderij in Hardenberg werd door de SD een radiozendontvanger van de Zendgroep Oost uitgepeild. De in de boerderij werkzame leden van de Radiodienst waaronder F. van der Laaken, Prenger en het hoofd van de Radiodienst D. Eskes werden gearresteerd en onmiddellijk overgebracht naar het SD-kantoor aan de Bornestraat in Almelo. Diezelfde dag werd ook de huisarts Post, een verbindingsman van het Inlichtingencentrum Oost, in zijn woning te Bergentheim gearresteerd.
Als gevolg van de eerdere arrestaties werd het net rond de Zendgroep Oost en het Inlichtingencentrum Oost door de Duitsers snel aangetrokken. Op 10 februari 1945 deed de SD een inval in het huis van dokter Oskam, in Vroomshoop. Buunk, Oskam en Bergsteyn, een van de leiders van het Inlichtingencentrum Oost, werden gevangengenomen en in de gevangenis in Almelo vastgezet. Oskam werd gevangengenomen omdat hij aan een agent van het BI onderdak had verleend. Oskam werd in de gevangenis als gevangenisarts ingezet. Hij behandelde de verwondingen van de gevangenen nadat zij door de SD waren verhoord. Na de arrestatie van Buunk werd zijn werk bij de Zendgroep Oost en het Inlichtingencentrum Oost door zijn collega’s Karel Christiaan Mooiweer, Pieter Bouman (1924-1997) en Menco Rein Mulder (1923-1945) voortgezet. De SD pakte door. Op 10 februari 1945 troffen de leden van de SD bij een landbouwer in Daarlerveen de andere zend ontvanger van de Zendgroep Oost aan. Ofschoon op dat tijdstip zou worden geseind was het apparaat op dat moment onbemand. De landbouwer werd meegenomen naar Almelo. In de volgende dagen werden nog zes andere medewerkers van de Zendgroep Oost en het Inlichtingencentrum Oost in Almelo in het Huis van Bewaring opgesloten. In februari 1945 gingen er niet minder dan vijf zenders verloren. Drie zenders in het westen van het land, een op de Veluwe en een in Overijssel. De agenten Jaap Beekman, Hinderink, Luykenaar en Brinkgreve wisten de dans te ontspringen. Ze doken onder. Ruim voor de arrestatiegolf was Olmsted door de vijandelijke linies naar bevrijd Nederland gevlucht. Hij ging bij de militaire autoriteiten rapport uitbrengen over de aanwezigheid en plaats van de Duitse troepen.

## De arrestatie van Evert Lancker
Op 11 februari 1945 kwamen Evert Lancker en zijn koerierster Ria Hermans aan bij het huis van Nieuwboer in Hoge Hexel. In het huis was sinds september 1944 het hoofdkwartier van het BS-District Salland gehuisvest. Even later stopte er een dienstauto van de SD voor de deur van het huis. Vier gewapende leden van de SD stapten uit. Het waren de Duitser Büchner en de Nederlanders Blankensteijn, Rutgers en Veefkind. Veefkind nam meester Nieuwboer, het hoofd van de Openbare School in Hoge Hexel, een verhoor af. Uit de wijze van verhoor kon worden afgeleid dat de SD-beambten op zoek waren naar verborgen wapens. Daarnaast hadden ze het vermoeden dat in het huis illegaal werk werd verricht. Ze hielden een huiszoeking. Op dat moment zagen ze dat zich in de aangrenzende kamer meerdere mensen bevonden. Het waren Evert Lancker en zijn koerierster Ria Hermans, mevrouw Nieuwboer, haar zoon Ton Nieuwboer, haar dochters en Leo Blomkowski, een ondergedoken Duitse deserteur. De mensen moesten hun persoonsbewijs laten zien. De controle van het persoonsbewijs leverde niets op. De jassen aan de kapstok werden onderzocht op wapens. Het doorzoeken van de kleding bracht een gummistok aan het licht. Doordat Nieuwboer plotseling de gewichten van de gangklok optrok, hetgeen nogal een ratelend geluid maakte werd de SD-beambte afgeleid. Bij het fouilleren sloeg hij bij toeval de jas van Lancker over. Hij zag zodoende het pistool over het hoofd dat in de jaszak van Lancker zat.
Daarna kregen Lancker, Tom en Leo de opdracht om mee te gaan naar het Bureau van de SD in Almelo. Ze trokken hun jas aan. Lancker had al gauw zijn wapen teruggevonden en na de situatie te hebben overzien, schoot hij Büchner en Blankensteijn, de twee SD-beambten die het dichtst bij de voordeur stonden neer. Vervolgens vluchtte hij via de achterdeur naar buiten. Veefkind en Rutgers zetten de achtervolging in. Er werd op Lancker geschoten. Lancker werd door twee kogels dodelijk getroffen. In het Hexeler Flier achter de woning van de gebroeders Meijer op de Braambelt stierf Lancker. Volgens sommige bronnen heeft hij zich toen door het hoofd geschoten omdat hij niet in handen van de Duitsers wilde vallen. Door andere bronnen werd dit voorval niet bevestigd. Wel echter door de Historische Kring Wederden in zijn historisch magazine "WederAardigheden" (nummer 50, augustus 2012). In het artikel "Eindelijk zekerheid over dood kapitein Lancker", schrijft de heer A. Palthe dat de Wierdense historische kring twee foto's in bezit heeft van een dode Lancker. De ooggetuige die Lancker destijds moest vervoeren verklaart dat hij een klein gaatje (inschot) aan de voorkant van de hals had gezien en aan z'n achterhoofd een grote wond (uitschot). Daarmee is de zelfmoord bewezen.
De mensen die in de woning achterbleven sloegen op de vlucht. Toen Veefkind en Rutgers bij de woning terugkwamen namen zij hun dode en gewonde collega mee naar Almelo. Even later arriveerde in Hoge Hexel een SD-Kommando. De leden van het Kommando plunderden het huis van meester Nieuwboer en ze staken het vervolgens in brand. Een inwoner van Wierden, die met de zaak niets te maken had, werd twee dagen later als represaille in de Bornestraat in Almelo doodgeschoten.

## Na de dood van Lancker
Na de dood van Lancker werd Herman Doppen commandant van het BS District Salland. Hij verplaatste het hoofdkwartier van het BS District Salland over naar Heeten. Vanaf 24 februari 1945 zetten de agenten Karel Christiaan Mooiweer (1923-1971), Pieter Bouman (1924-1997) en Menco Rein Mulder (1923-1945) het werk van de agent Buunk voort. Op 5 maart 1945 werd majoor Brinkgreve bij toeval in Losser gearresteerd. Hij trok zijn pistool en tijdens het vuurgevecht dat volgde werd Brinkgreve door de Duitsers gedood. Jan Thijssen werd samen met honderd zestien gevangenen, waaronder een tiental medewerkers van de Radiodienst en de Zendgroep Oost, op 8 maart 1945 bij de “Woeste Hoeve” op de weg naar Apeldoorn gefusilleerd. Medio maart 1945 werd Buunk door de SD overgebracht naar het Huis van Bewaring in Zwolle. Op 4 april 1945 werd Buunk, aan de Geldersedijk in Hattem, samen met nog vijf andere verzetsstrijders waaronder D. Eskes, F. van der Laaken en John Austin voor het vuurpeloton gezet en gefusilleerd.

## Onderscheidingen en eerbetoon
- De Bronzen Leeuw, KB nr.17 van 5 december 1952 (postuum)
- Het Bronzen Kruis, KB nr.14 van 4 januari 1949 (postuum)
- Certificate of Commendation (GB) van 2 april 1946.
- In 1996 werd de naam van Lancker verbonden aan de Scouting Lancker Groep.[2]
- In Wierden werd in 1948 ter nagedachtenis aan de Commandant van het BS District Salland Lancker een monument opgericht.[3]
- In Hattem aan de Geldersedijk werd rond 1948 ter nagedachtenis aan mensen waarmee A.F. Lancker tot aan zijn dood nauw had samengewerkt, J.P. Austin, G.B. Buunk, D. Eskes en F. van der Laaken, een monument opgericht.[4]